# Rohan-meester

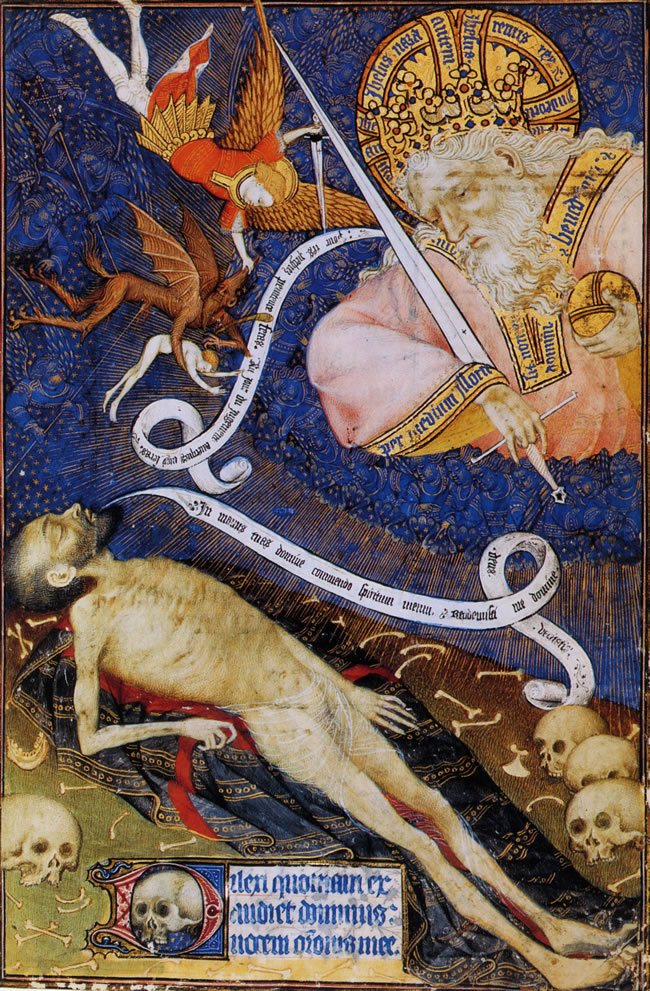
Rohan-meester, De dode voor zijn rechter, Parijs, BnF, ms. latin 9471

De Rohan-meester was een miniaturist die actief was in Frankrijk van circa 1410 tot 1436.

## Biografie
Er zijn geen biografische gegevens over hem bekend, zelfs zijn naam is niet gekend. Voor zijn herkomst denkt men aan Catalonie, maar meer waarschijnlijk is de thesis dat hij uit Vlaanderen afkomstig was. Zijn noodnaam is afgeleid van de naam van een getijdenboek dat zich bevindt in de Bibliothèque nationale de France (BnF), en dat voordien in het bezit was van de familie de Rohan. Het getijdenboek in kwestie werd gemaakt voor Yolande van Aragón van het Franse huis van Anjou. Bij het uitvoeren van dit werk had de artiest inzage in de Belles Heures en in de Très Riches Heures du duc de Berry die Yolande had geërfd. Hij begon zijn artistieke carrière waarschijnlijk in Troyes in de Champagne, alleszins zijn de eerst aan hem toegeschreven werken gemaakt voor de liturgie van Troyes. Omstreeks 1415-1420 zou hij zich gevestigd hebben in Parijs. Vanaf 1420 zou hij gewerkt hebben voor de hertogen van Anjou, waar zijn laatste opdrachtgever René d’Anjou is, die omstreeks 1435-1436 door hem een getijdenboek laat verluchten.

## Stijl
De Rohan-meester wijkt volledig af van de verluchtingsstijl van de periode waarin hij werkte. Hij bekommert zich niet, in tegenstelling tot zijn tijdgenoten, om realisme, landschappen, verhalende voorstelling, atmosferisch perspectief of dieptewerking. Hij is vooral geïnteresseerd in het weergeven van emoties, dramatiek en gevoelens en doet dat op een meesterlijke manier. Men noemt hem weleens de grootste expressionist van de 15e eeuw. Sommigen  beweren dat hij zelfs zover ging om lijken te bestuderen, om de dramatische impact van de lelijkheid ervan perfect te kunnen weergeven. Zijn afwijkende schilderstijl betekent echter niet dat hij de tendenzen van zijn tijd niet kende, hij heeft samengewerkt met de Boucicaut-meester , alias Jacob Coene en met de Bedford-meester, beiden leidende miniaturisten van hun tijd, en moet hun werk en hun stijl dus goed gekend hebben. Ook tot de werken van de gebroeders Van Limburg had hij toegang zoals eerder gezegd. Deze kunstenaar werkte in de periode van de internationale gotiek, maar zijn aparte stijl vond geen wezenlijke navolging. Hij had blijkbaar geen leerlingen die in zijn stijl verder werkten en hij blijft dus een eenzaam baken van dramatiek en expressiviteit in de geschiedenis van de boekverluchting.

## Werken
Lijst van de werken toegeschreven aan de Rohan-meester en zijn atelier. Atelier moet men hier niet in de strikte zin nemen, maar verstaan als de groep rond de Rohan-meester. Er is geen enkel bewijs dat hij een atelier leidde.
- Getijden van Jeanne du Peschin, dame de Giac, tussen 1405-1410, Toronto, Royal Ontario Museum, ms. 997.158.14. Dit boek wordt nu door sommigen toegeschreven aan een voorloper van de Rohan-meester, de Giac-meester.[7]
- Getijden voor gebruik in Troyes, ca. 1410, musée Condé, Chantilly, ms.67
- Getijden voor gebruik in Troyes, ca. 1410, British Library, Londen, Harley 2934[8]
- Getijden voor gebruik in Troyes, ca. 1420, bibliothèque Sainte-Geneviève, Paris, Ms 1278[9]
- Molé-Boucherat getijden, ca. 1420, verkocht bij Christie’s in 2000 voor USD 508.635.[3]
- Buz-getijdenboek , 1420-1425, Harvard University, Houghton Library, MS Richardson 42[10]
- De Casibus, manuscript van Boccaccio (vertaling door Laurent de Premierfait), voor 1425, BNF, Richelieu Manuscrits Français 226
- Les grandes heures de Rohan, ca.1430, Parijs, BnF, ms. Latin 9471. Slechts enkele miniaturen in het handschrift zijn toegewezen aan de meester zelf.
- Getijden zogenaamd van Isabella Stuart, ca. 1431, Rohan-meester en atelier, Fitzwilliam Museum MS62
- Getijden van René d’Anjou, (1435-1436), Bnf, Ms. Latin 1156a[5]
- Getijden voor gebruik in Angers, uit de voormalige collectie van Victor Martin le Roy[5]

## Weblinks
- De Harley 2934 van de British Library in detail
- Bladeren door de "Buz hours" van Harvard (selecteer MS Rich 42)
- Bladeren door de De Casibus via Mandragore (Français 226)[11]]